# フシグロセンノウ
フシグロセンノウ（節黒仙翁、学名：Lychnis miqueliana Rohrb.）は、ナデシコ科センノウ属の多年草。

## 特徴
茎は直立し、高さは40-90 cmになる。和名の由来のように茎の節が黒褐色になり、茎の上部は分枝し、まばらな軟毛がある。葉は無柄で茎に対生する。葉身は卵形から長楕円状披針形で、葉先は鋭尖形で基部は細まり、長さ5-14 cm、幅2.5-5 cmになる。
花期は7-10月。野草では珍しい色の朱赤色の花を、分枝した茎の先にまばらに数個付ける。萼は2.5-3 cmの長円筒状で5裂し、毛はない。花弁は5個で長さ2.5-3 cmになる。蒴果は先が5裂した長楕円形となる。
種小名の「miqueliana」は、ドイツの植物学者のA.W.ミクエル（Friedrich Anton Wilhelm Miquel）に由来する。別名が「ゼニバナ」と「オウサカバナ」（逢坂関に自生していたことに由来する。）。

## 分布と生育環境
日本の固有種で、本州・四国・九州の山地の林下などに自生する。田中澄江が『花の百名山』の著書で、雲取山を代表する高山植物の一つとして紹介した。山野草として苗が販売されている。

## 種の保全状況評価
日本の各都道府県で、以下のレッドリストの指定を受けている。環境省としての、レッドリストの指定はない。森林の伐採や園芸採取などによる減少が危惧されている。
- 絶滅 - 秋田県、佐賀県、長崎県 、鹿児島県
- 危急種 - 千葉県、石川県、山口県、愛媛県、高知県
- 準絶滅危惧 - 埼玉県、東京都、富山県、大分県[10]

## 近縁種
- エゾセンノウ（Lychnis fulgens Fisch. ex Spreng.） - 北海道と長野県軽井沢町に分布する多年草[2]。
- エンビセンノウ（Lychnis wilfordii (Regel) Maxim.） - 北海道・埼玉県・長野県[1]の山地林縁に分布し、花弁が濃橙色の多年草[2]。環境省によりレッドリストの絶滅寸前の種の指定を受けている[7]。
- オグラセンノウ（Lychnis  kiusiana Makino） - 本州西部と九州の湿地に分布し、花が桃色を帯びる多年草[2]。環境省によりレッドリストの絶滅寸前の種の指定を受けている[7]。
- マツモトセンノウ（Lychnis sieboldii） - 阿蘇山に分布する多年草。花が美しいことから、江戸時代から庭園に植えられてきた[1]。環境省によりレッドリストの危急種の指定を受けている[7]。

## 関連画像

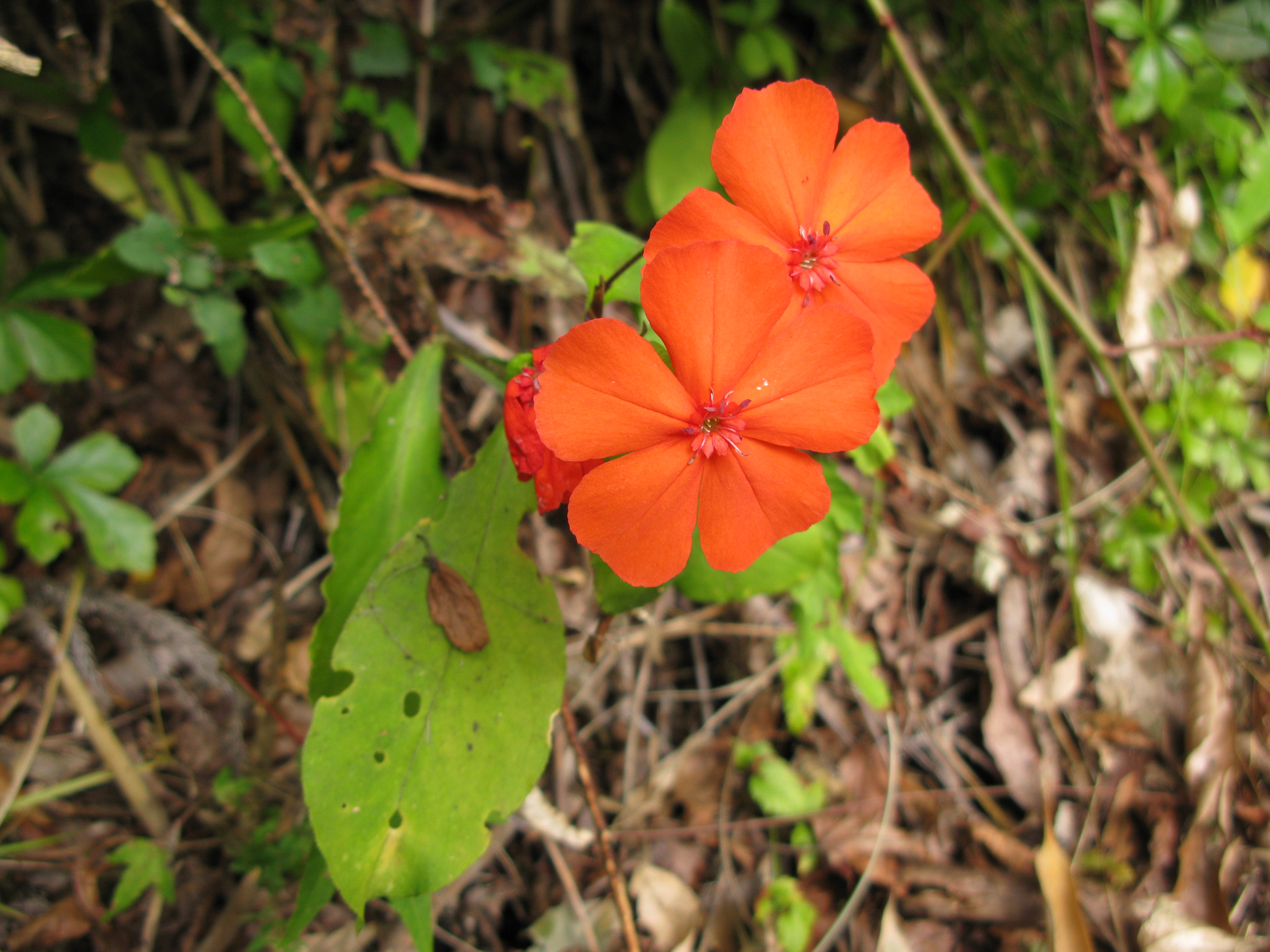
朱赤色の花弁5個
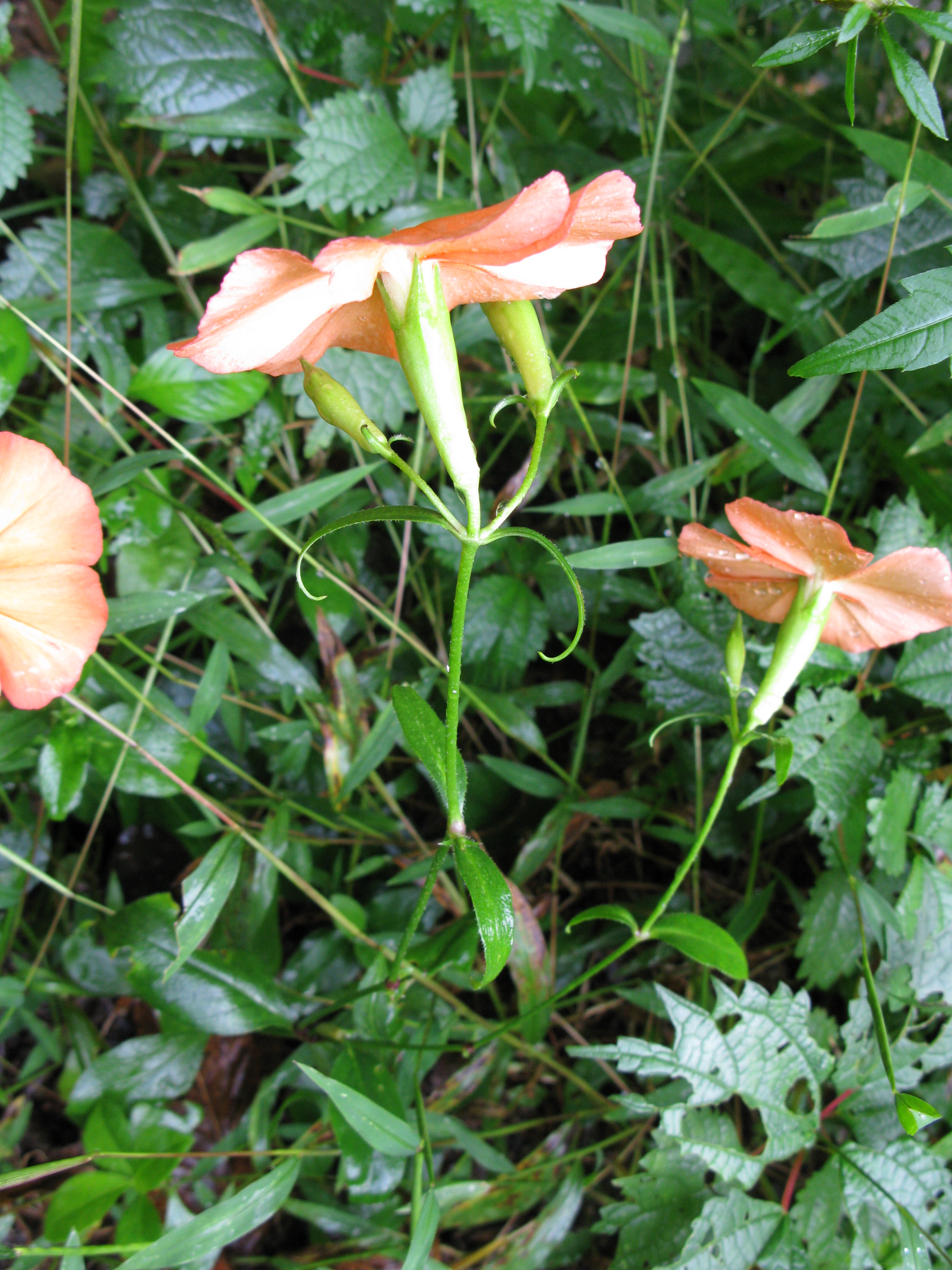
茎の先端に複数の花
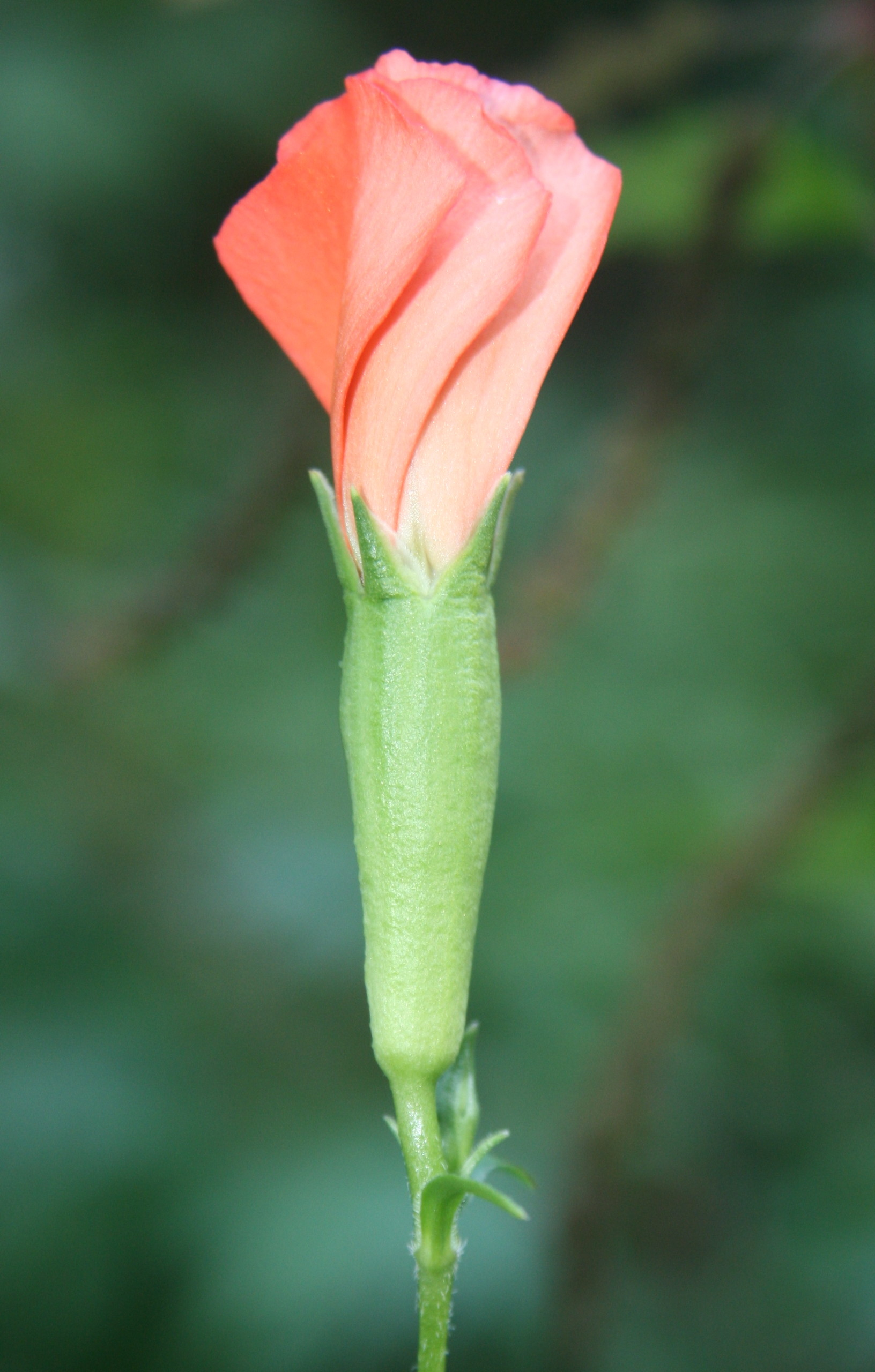
長円筒状の萼と蕾
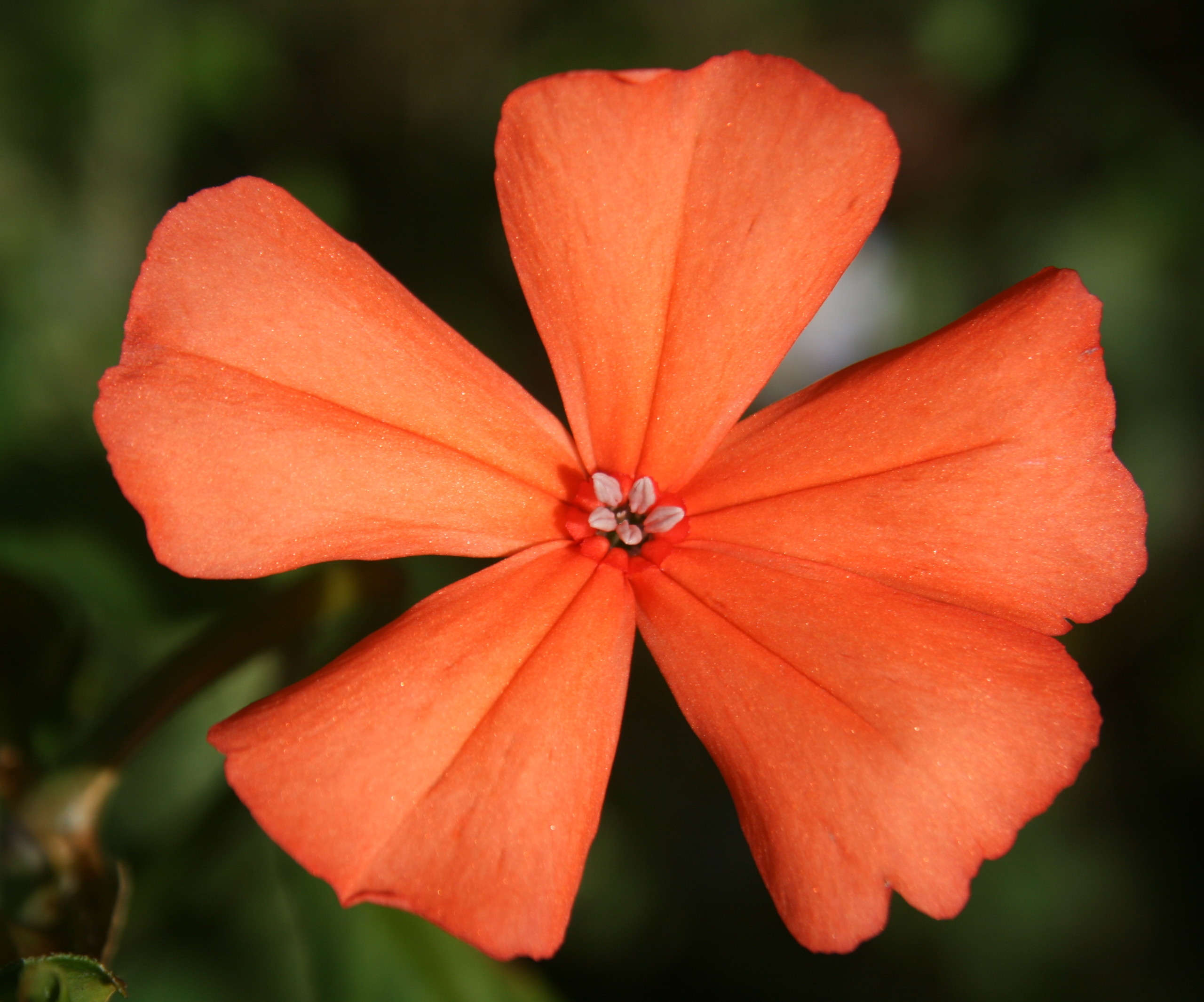
花
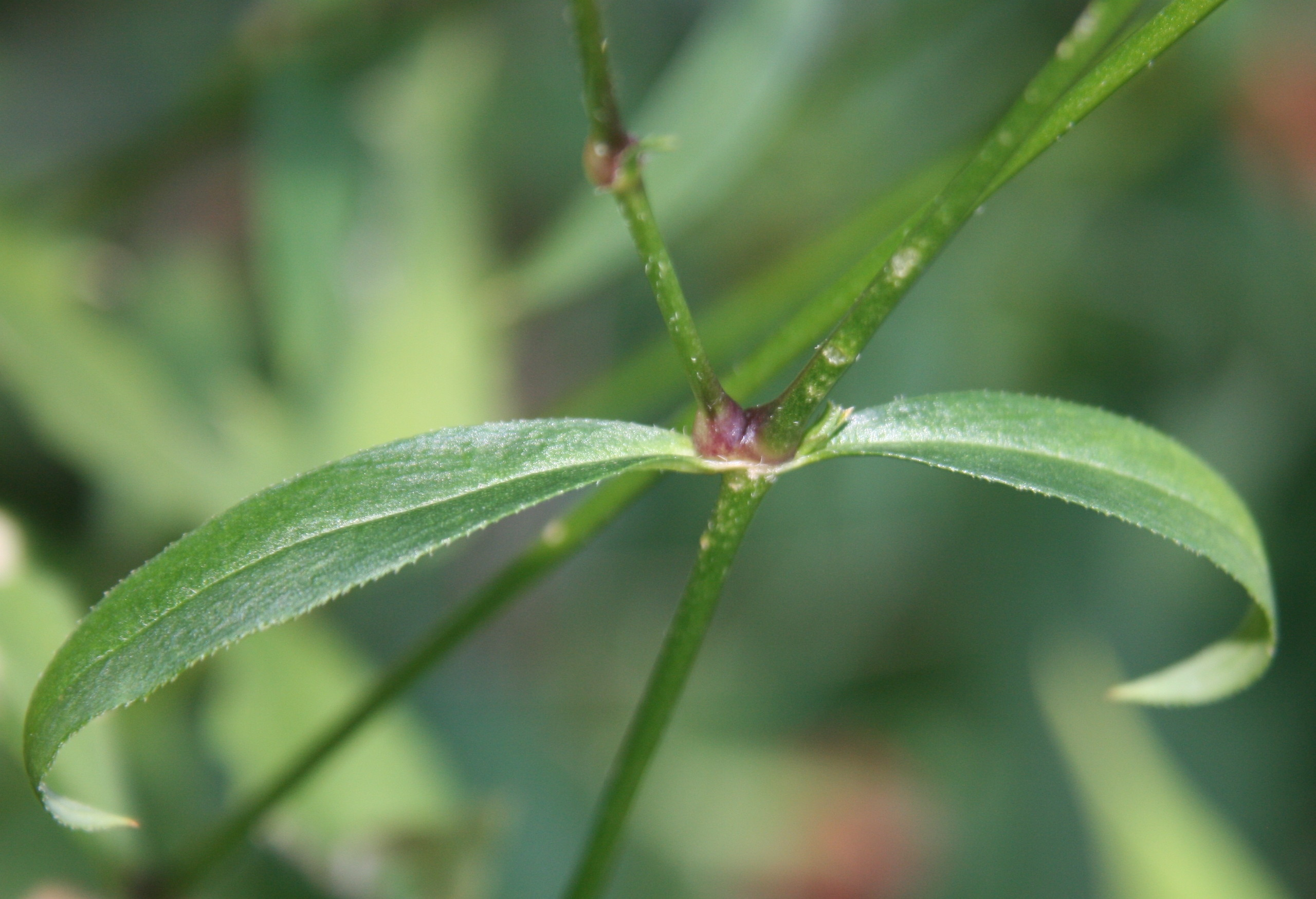
対生する葉
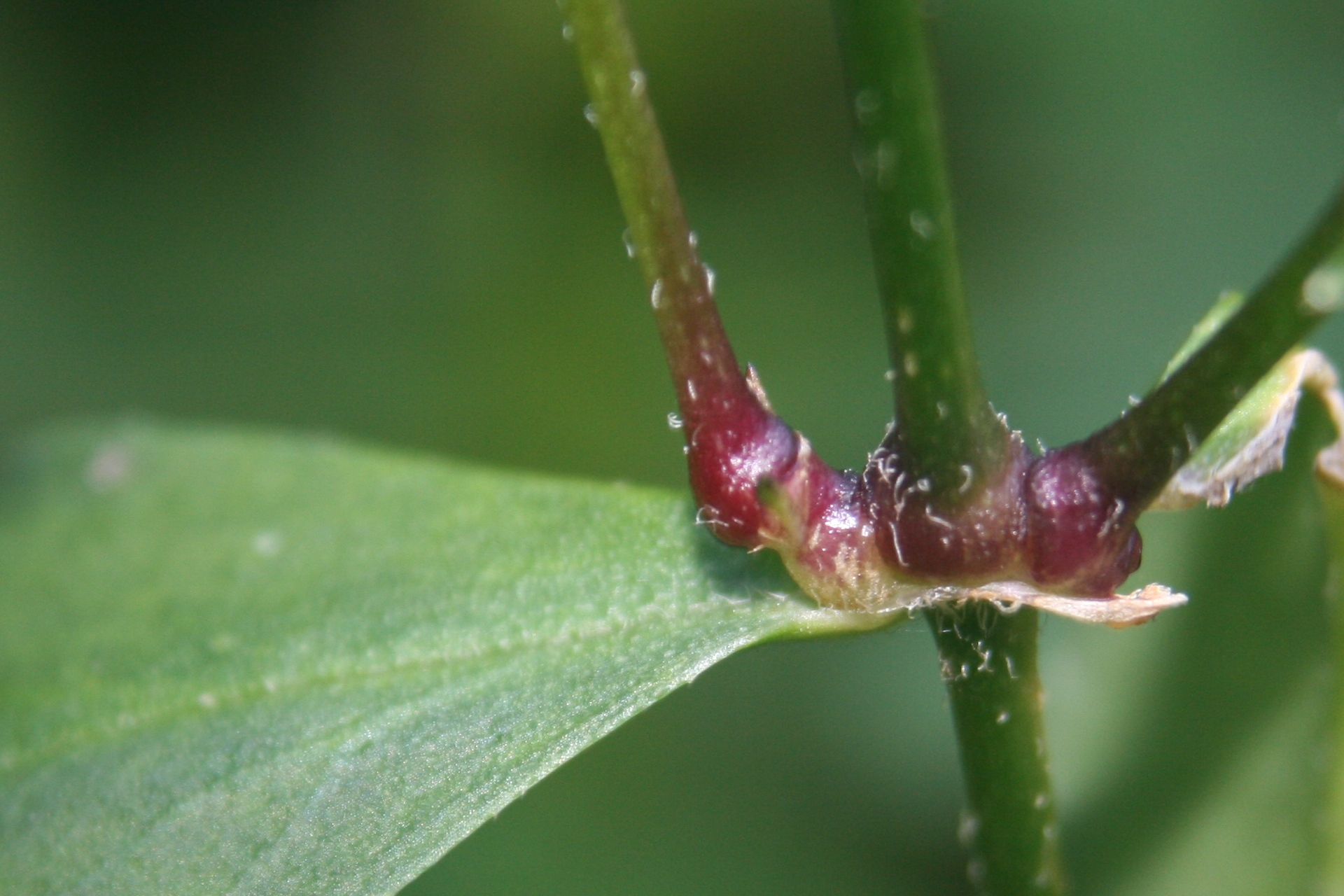
和名の由来である 黒褐色の節
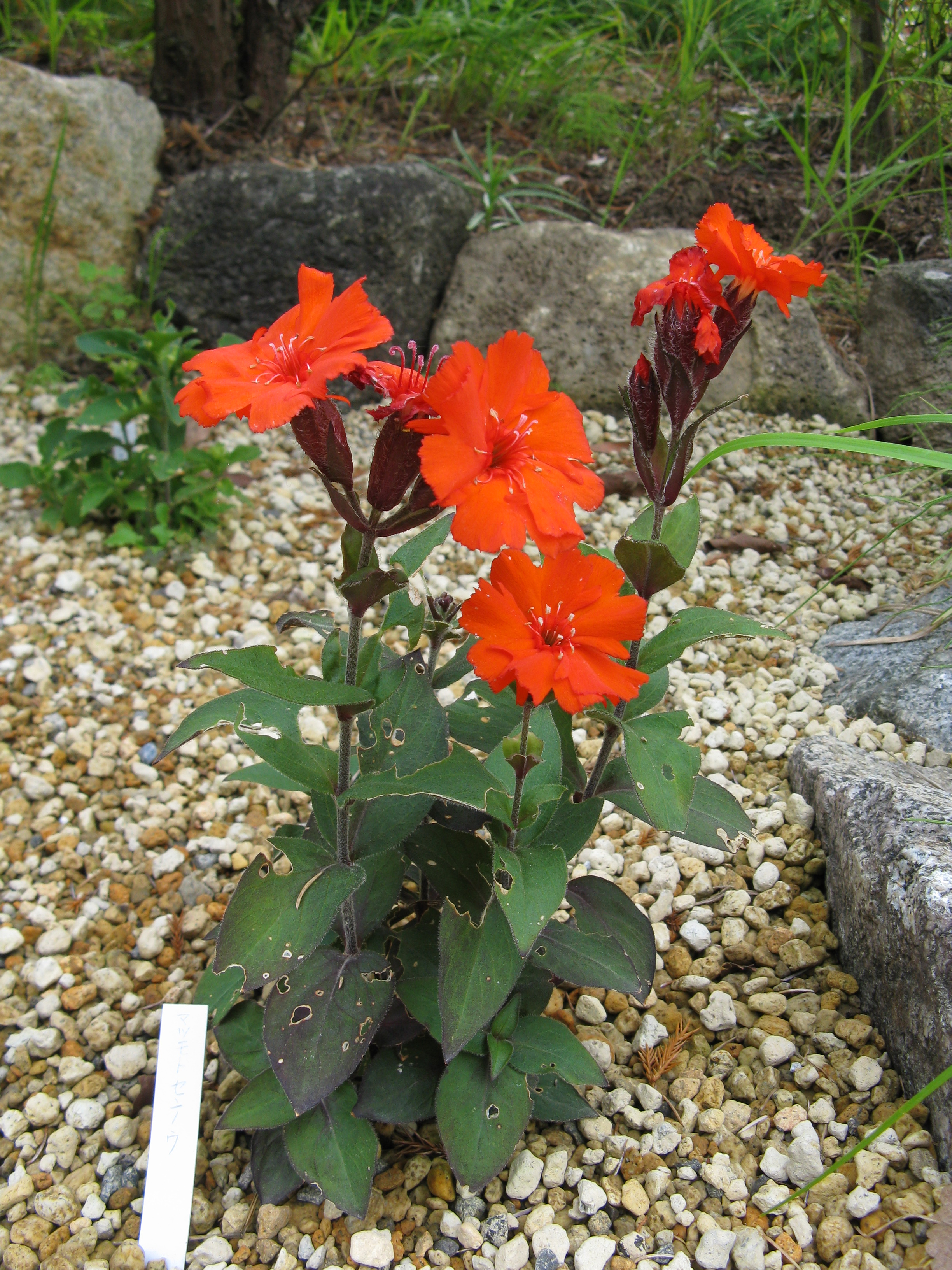
近縁種のマツモトセンノウ Lychnis sieboldii